# Kellie Harrington
Kellie Anne Harrington (Dublín, 11 de desembre de 1989) és una boxejadora amateur irlandesa, campiona del món i doble medallista d'or olímpica.
Va ser medallista de plata a la divisió de pes superlleuger del Campionat del Món de Boxa Femení del 2016. Va guanyar la medalla d'or a la divisió de pes lleuger al Campionat del Món de Boxa Femení de 2018 i va guanyar dos ors olímpics consecutius a la divisió de pes lleuger, a Tòquio 2020 i a París 2024.

## Carrera esportiva

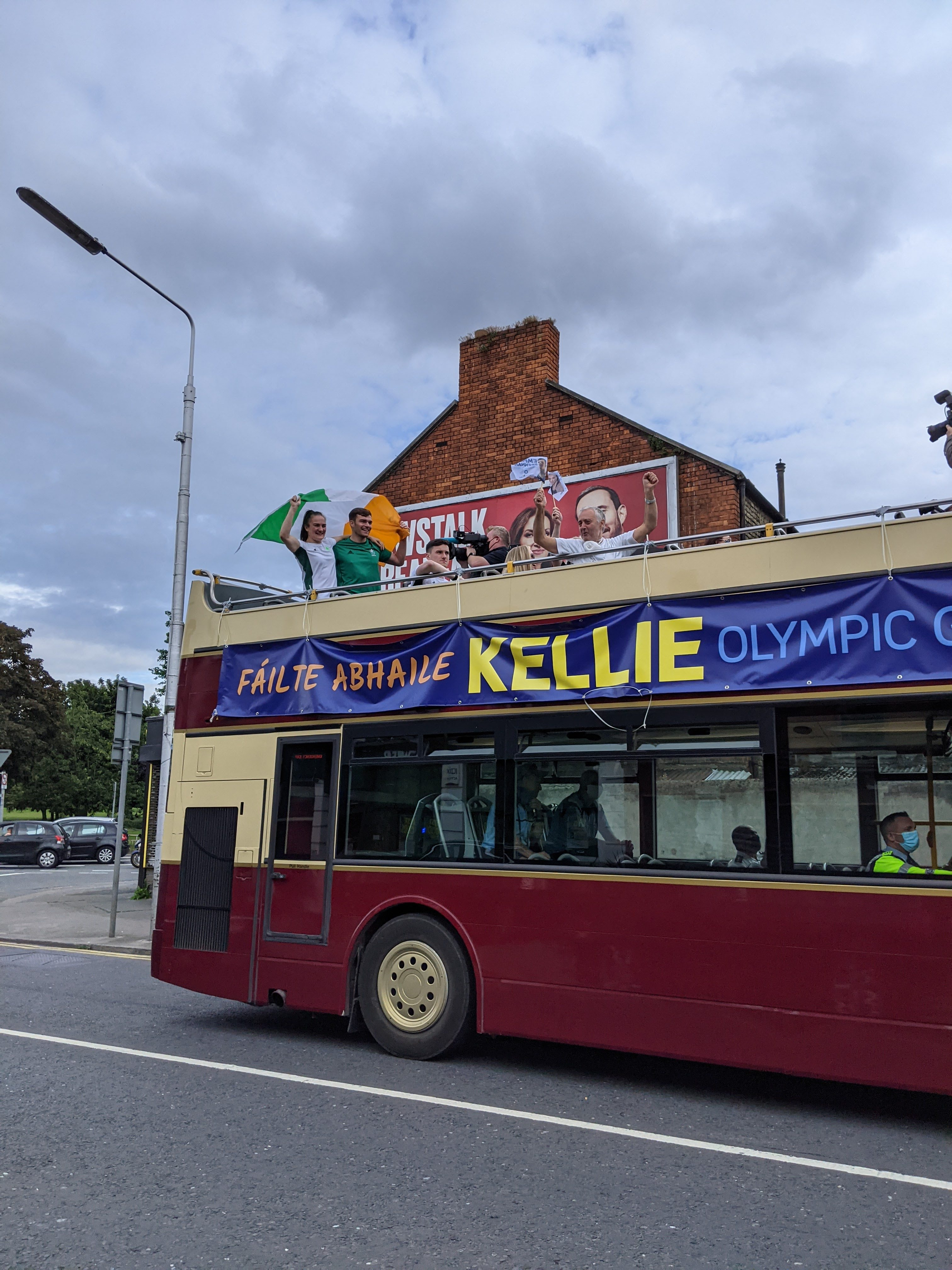
Harrington i Emmet Brennan tornen dels Jocs Olímpics del 2020

Harrington va guanyar una medalla de plata a la divisió de pes lleuger al Campionat de boxa femení de la Unió Europea del 2017 i un bronze al Campionat d'Europa femení de boxa del 2018.
Harrington va guanyar la medalla d'or a la divisió de pes lleuger al Campionat del Món de Boxa Femení del 2018 . Va ser la medallista de plata a la divisió de pes superlleuger al Campionat del Món de Boxa Femení del 2016.

### Jocs Olímpics d'estiu de 2020
Harrington va guanyar el Torneig Europeu de Qualificació Olímpica de Boxa 2020, en derrotar Caroline Dubois per decisió dividida a la final.
Harrington va formar part de l'equip d'Irlanda als Jocs Olímpics de 2020. Va ser una de les abanderades d'Irlanda en la cerimònia d'obertura el 23 de juliol. Va competir a la divisió lleugera de la competició de boxa. En el seu primer combat, va derrotar Rebecca Nicoli per 5-0 passant als quarts de final, en què després va derrotar Imane Khelif per 5-0 garantint així almenys una medalla de bronze. A la seva semifinal el 5 d'agost, Harrington va derrotar Sudaporn Seesondee per 3–2 i va passar així a la final. En la final el 8 d'agost, Harrington va derrotar Beatriz Ferreira per 5 a 0 guanyant la medalla d'or i convertint-se en la tercera campiona olímpica de boxa d'Irlanda. El president del país Michael D. Higgins i el Taoiseach Micheál Martin van felicitar Harrington per la seva victòria, juntament amb els boxejadors Katie Taylor i Michael Carruth.

### Jocs Olímpics d'estiu de 2024
Als Jocs Olímpics d'estiu de 2024 a París, Harrington va iniciar el torneig directament en la segona ronda, on va derrotar la italiana Alessia Mesiano per decisió unànime. A la tercera ronda va aconseguir una altra victòria per decisió unànime, aquesta vegada contra Angie Valdés de Colòmbia. Harrington va derrotar la brasilera Beatriz Ferreira (a qui ja havia guanyat a Tòquio 2020) per decisió dividida de 4:1 a les semifinals. A la final va guanyar el seu combat contra Yang Wenlu de la R.P. Xina i va revalidar la medalla d'or.

## Reconeixement

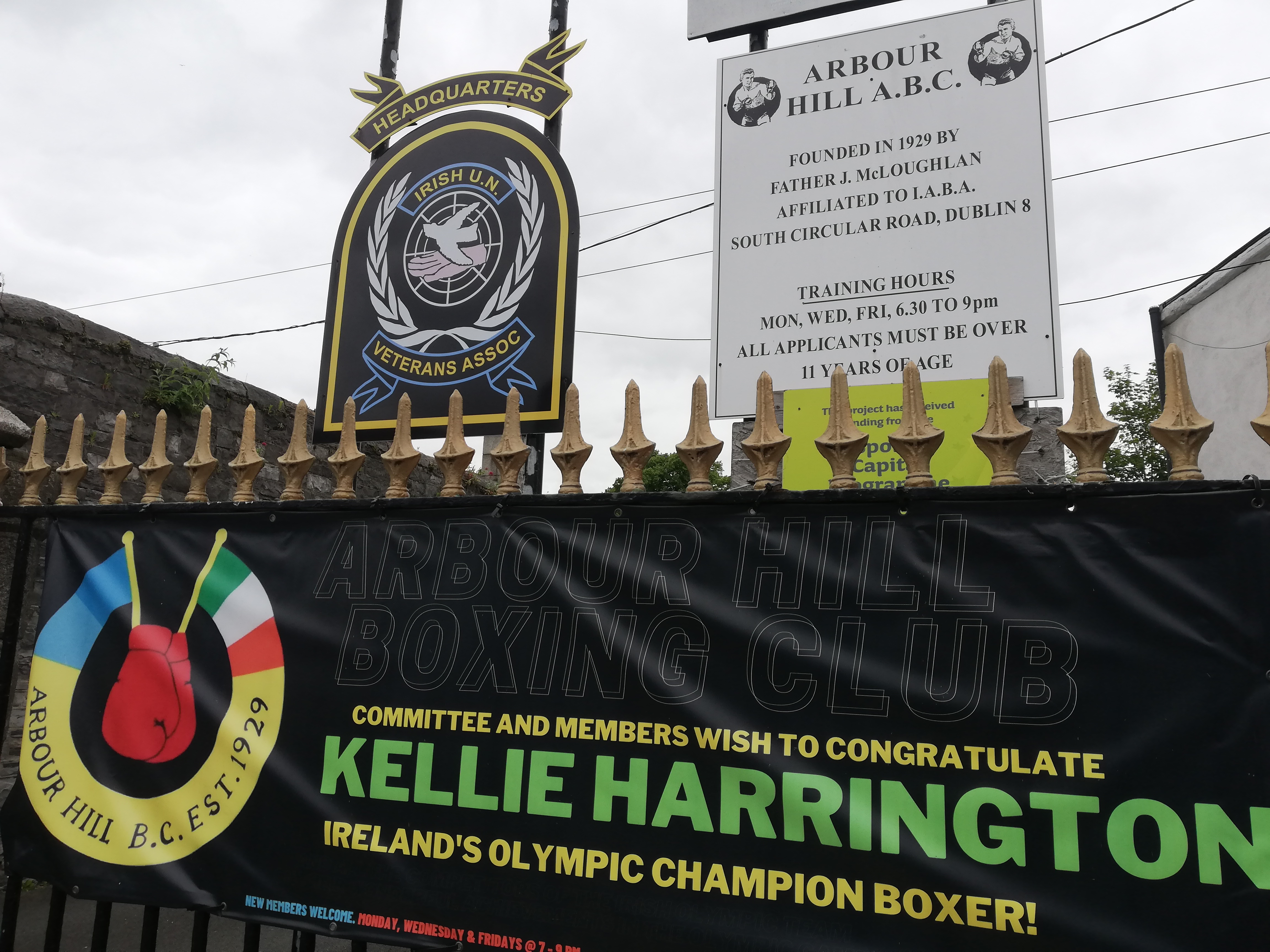
Pancarta en suport de Harrington, Arbor Hill

Amb motiu del Dia Internacional de la Dona l'any 2022, An Post va llançar una col·lecció de segells d'esportistes irlandeses amb Harrington i altres.
Harrington va ser anomenada gran mariscal conjuntament amb Ellen Keane en la desfilada de la Diada de Sant Patrici de Dublín el 17 de març de 2022.

## Vida personal
Harrington és de la part nord de la ciutat de Dublín i és membre del St. Mary's Boxing Club a Tallaght. Als 15 anys, va desenvolupar un interès per la boxa i va intentar unir-se al club de boxa local, però li van dir que no hi acceptaven noies. Però Harrington va persistir, finalment va ser admesa i va progressar ràpidament en la seva carrera de boxa.
Va declarar que té la intenció de tornar a la seva feina de personal de neteja a temps parcial a l'Hospital Psiquiàtric de St Vincent de Dublín, independentment del seu resultat als Jocs Olímpics.
Harrington ha estat des del 2009 en una relació amb Mandy Loughlin, a qui va conèixer a través de la boxa. Això la va convertir en una de les almenys 180 atletes obertament gais dels Jocs Olímpics del 2020. La parella es va casar a Dublín el 8 d'abril de 2022.
L'octubre de 2022, Harrington va publicar la seva autobiografia anomenada Kellie, escrita conjuntament amb l'escriptor Roddy Doyle.
El 2 d'abril de 2023, Harrington va anunciar la seva retirada de les xarxes socials després d'una reacció negativa com a resultat d'un tuit de GB News relacionat amb la immigració, que va compartir i posteriorment esborrar. Harrington es va negar a parlar del tema en una entrevista posterior a Newstalk, però més tard va emetre una declaració i una disculpa.